# Jack Harlow

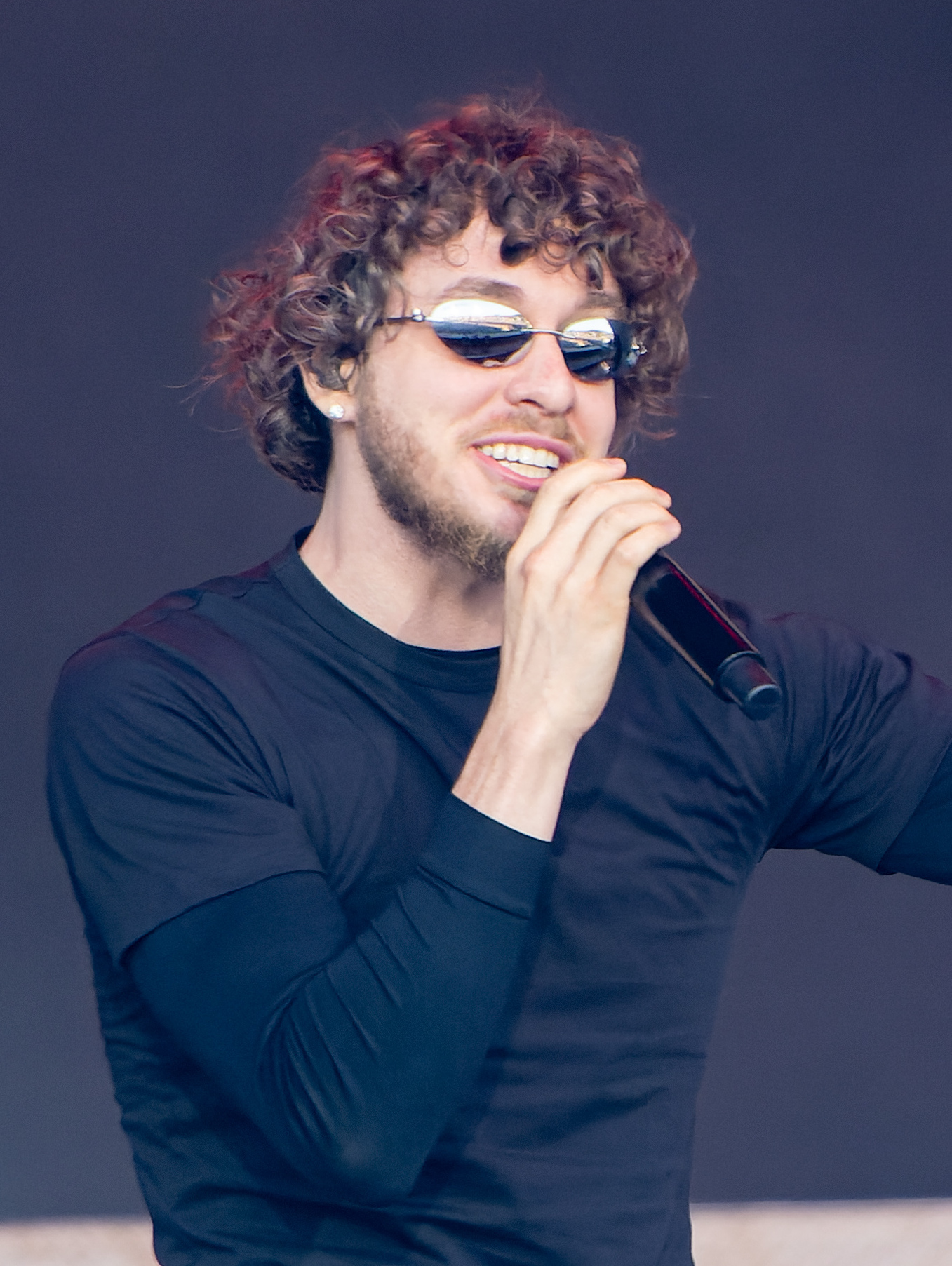
Jack Harlow, 2023

Jackman Thomas „Jack“ Harlow (* 13. März 1998 in Louisville, Kentucky) ist ein US-amerikanischer Rapper. 2020 hatte er mit Whats Poppin einen internationalen Hit.

## Biografie

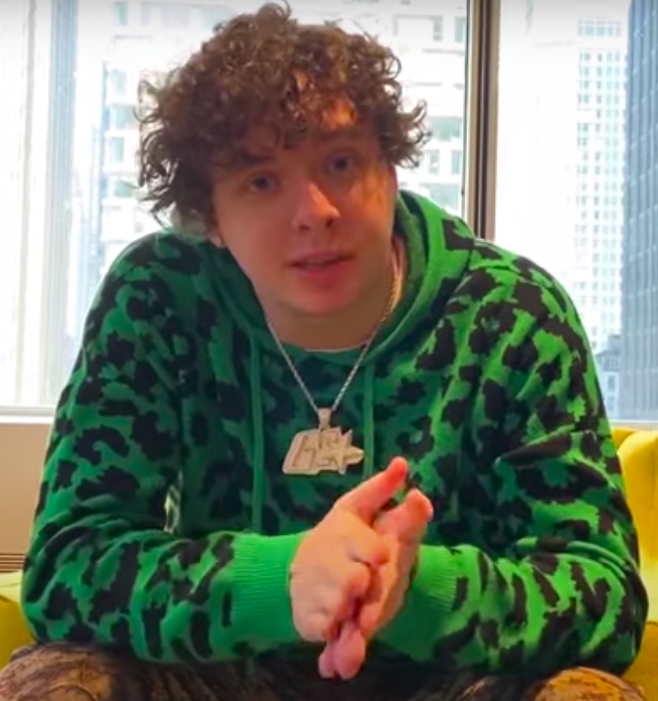
Jack Harlow, 2020

Mit 12 Jahren begann Jack Harlow mit dem Rappen. Während der Schulzeit war er in der lokalen Szene aktiv. Mit 13 begann er erste Mixtapes zusammenzustellen. Von belanglosen Jugendtexten entwickelte er sich weiter zu anspruchsvolleren Texten. Es dauerte bis 2017, bis er mit dem Mixtape Gazebo und dem Song Dark Knight richtig auf sich aufmerksam machte und mit Generation Now von DJ Drama ein Label fand.
Zwei weitere Mixtapes und eine Reihe von Songs veröffentlichte er über das Label. Zusammen mit Bryson Tiller und dem 2019 erschienenen Titel Thru the Night erlangte er erste Erfolge. 2020 erschien die EP Sweet Action. Darauf enthalten ist das Lied Whats Poppin, das ihm zum endgültigen Durchbruch verhalf. Im Februar 2020 schaffte die Single den Sprung in die Billboard Hot 100, wo sie mit Rang zwei ihre beste Chartnotierung erreichte. Sie konnte sich weltweit in vielen Charts platzieren und verkaufte sich bis Mai 2022 über 7,9 Millionen Mal. Dazu brachte sie Harlow eine Grammy-Nominierung in der Kategorie Beste Rap-Darbietung.
Im Jahr darauf war er Gast auf der Single Industry Baby von Lil Nas X, ein internationaler Top-10-Hit und Nummer-1-Hit in den USA. Für seine Mitarbeit gab es zwei weitere Grammy-Nominierungen.
Sein zweites Album Come Home the Kids Miss You brachte Harlow 2022 mit der Singleauskopplung First Class seinen ersten eigenen Nummer-eins-Hit. In Großbritannien und den deutschsprachigen Ländern kam das Lied jeweils auf Platz 2 und überall erreichte es mindestens Goldstatus. Das Album blieb hinter diesen Platzierungen zurück, brachte ihm aber insgesamt drei weitere Grammy-Nominierungen im Rapbereich.
2023 war Harlow in einer Hauptrolle in White Men Can't Jump zu sehen, einer Neuverfilmung von Weiße Jungs bringen’s nicht.

## Diskografie
Studioalben

| Jahr | Titel Musiklabel                                                              | Höchstplatzierung, Gesamtwochen, AuszeichnungChartplatzierungen (Jahr, Titel, Musiklabel, Platzierungen, Wochen, Auszeichnungen, Anmerkungen) | Höchstplatzierung, Gesamtwochen, AuszeichnungChartplatzierungen (Jahr, Titel, Musiklabel, Platzierungen, Wochen, Auszeichnungen, Anmerkungen) | Höchstplatzierung, Gesamtwochen, AuszeichnungChartplatzierungen (Jahr, Titel, Musiklabel, Platzierungen, Wochen, Auszeichnungen, Anmerkungen) | Höchstplatzierung, Gesamtwochen, AuszeichnungChartplatzierungen (Jahr, Titel, Musiklabel, Platzierungen, Wochen, Auszeichnungen, Anmerkungen) | Höchstplatzierung, Gesamtwochen, AuszeichnungChartplatzierungen (Jahr, Titel, Musiklabel, Platzierungen, Wochen, Auszeichnungen, Anmerkungen) | Anmerkungen                                                   |
| Jahr | Titel Musiklabel                                                              | DE | AT | CH | UK | US | Anmerkungen                                                   |
| ---- | ----------------------------------------------------------------------------- | --- | --- | --- | --- | --- | ------------------------------------------------------------- |
| 2020 | Thats What They All Say Atlantic Records • Generation Now • WEA Records (WMG) | — | — | — | UK73 Silber · (1 Wo.)UK | US5 ×2Doppelplatin · (86 Wo.)US | Erstveröffentlichung: 11. Dezember 2020 Verkäufe: + 2.175.000 |
| 2022 | Come Home the Kids Miss You Atlantic Records • Generation Now (WMG)           | DE15 (3 Wo.)DE | AT5 (3 Wo.)AT | CH7 (2 Wo.)CH | UK4 Silber · (6 Wo.)UK | US3 Platin · (32 Wo.)US | Erstveröffentlichung: 6. Mai 2022 Verkäufe: + 1.165.000       |
| 2023 | Jackman. Atlantic Records • Generation Now (WMG)                              | DE78 (1 Wo.)DE | AT27 (1 Wo.)AT | CH17 (2 Wo.)CH | UK32 (2 Wo.)UK | US8 (3 Wo.)US | Erstveröffentlichung: 28. April 2023                          |

## Filmografie (Auswahl)
- 2023: White Men Can't Jump
- 2024: The Instigators

## Preise
- 2021: Variety’s Hitmakers – Hitmaker of Tomorrow[2]